# Lauren Bennett
Lauren Bennett (Kent, 23 de junho de 1989) é uma cantora, dançarina e modelo inglesa.

## Carreira
Bennett fez parte de um grupo feminino chamado Paradiso Girls. O grupo consistia em sete membros em sua formação em 2007, mas diminuiu para cinco em 2008. A banda assinou contrato com a Interscope Records. Seu single de estreia, "Patron Tequila", com Lil Jon e Eve, foi lançado em 12 de maio de 2009 e alcançou a posição 3 na tabela Hot Dance Club Play e 82 na Canadian Hot 100. Depois que seu segundo single, "Who's My Bitch", não teve sucesso, o grupo encerrou atividades em 2010.
Bennett seguiu carreira solo. Em 21 de Novembro de  2011, a inglesa lançou "I Wish I Wish", seu primeiro single solo. Posteriormente, ela conheceu CeeLo Green e participou de seu álbum The Lady Killer na música "Love Gun". Ela também se juntou à dupla LMFAO e atuou como artista convidada hit internacional "Party Rock Anthem", que alcançou o primeiro lugar nos Estados Unidos por seis semanas, tornando-se o primeiro single de Bennett número um na tabela Billboard Hot 100 norte-americana. É o single mais vendido de todos os tempos na Austrália. Em todo o mundo, foi o terceiro single digital mais vendido de 2011, com vendas de 9,7 milhões de cópias. Na premiação Billboard Music Awards de 2012 "Party Rock Anthem" venceu as categorias de Melhor Canção da Hot 100, Melhor Canção Digital, Melhor Canção Pop, Melhor Canção de Rap e Melhor Canção de Dance.
Em 2011, após tentativas contínuas de reconstruir o grupo The Pussycat Dolls com nova formação, novas integrantes foram selecionadas, entre elas estava Bennett. Porém, o nome do grupo foi alterado para G.R.L. citando como justificativa a necessidade de se diferenciar das Pussycat Dolls devido à sua música ser menos urbana. O girl group estava ganhando destaque na grande mídia quando a integrante Simone Battle suicidou-se em setembro de 2014. Em janeiro de 2015, as integrantes remanescentes lançaram o single "Lighthouse" em homenagem a Battle, e dedicaram-se a aumentar a conscientização para questões de saúde mental. Em 2 de junho de 2015, o grupo se separou oficialmente.
O segundo single solo de Bennett, "Hurricane", foi lançado em 2 de maio de 2016 pela Interscope Records. Mais tarde, foi anunciado que uma parte da receita do single seria doada para The Campaign to Change Direction, uma organização dedicada a mudar a cultura da saúde mental na América.
Em junho de 2016, mais de um ano após o G.R.L. anunciar sua separação, o novo agente do grupo, Matt Wynter, anunciou que a banda retomaria as atividades sob nova representação com a agência Loco Talent, com sede no Reino Unido. Bennett é um dos dois membros originais que retornaram com a nova formação. O primeiro single do grupo após seu retorno, "Are We Good?", foi lançado em 9 de dezembro de 2016.

## Discografia

### Singles
Como artista principal
- 2011: "I Wish I Wish"
- 2016: "Hurricane"

Como artista convidada
- 2010: "Love Gun" (com CeeLo Green)
- 2011: "Party Rock Anthem" (com LMFAO e GoonRock)
- 2016: "Reality" (com Nick Martin)
- 2016: "Where I Belong" (com Guy Furious and Moelogo)
- 2016: "Never or Nothing" (com Nervo and Savi)